# 206-я штурмовая авиационная дивизия
206-я штурмовая авиационная Мелитопольская Краснознамённая дивизия (206-я шад) — соединение Военно-воздушных сил (ВВС) Вооружённых сил РККА штурмовой авиации, принимавшее участие в боевых действиях Великой Отечественной войны.

## Наименования дивизии

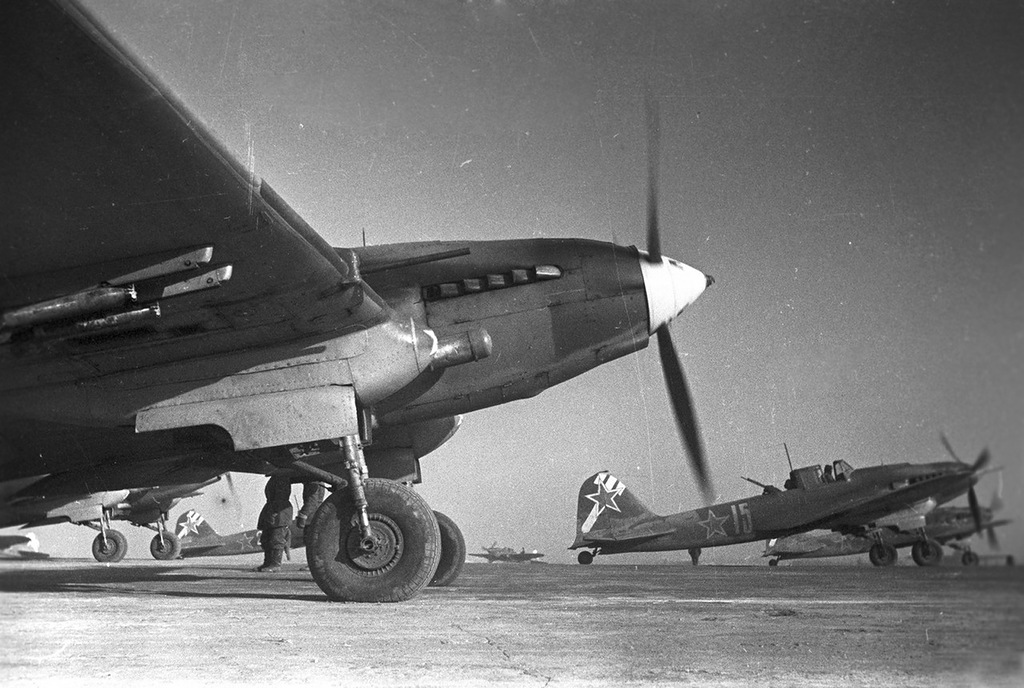
Штурмовики Ил-2 вылетают на боевое задание под Сталинградом. Январь 1943 г.

- 206-я истребительная авиационная дивизия[1];
- 206-я штурмовая авиационная Мелитопольская дивизия (06.11.1943 г.)[1];
- 206-я штурмовая авиационная Мелитопольская Краснознамённая дивизия (24.05.1944 г.);[1];
- 206-я истребительно-бомбардировочная авиационная Мелитопольская Краснознамённая дивизия (01.04.1955 г.)[1];
- Войсковая часть (Полевая почта) 23244[1].

## История и боевой путь дивизии
Сформирована как 206-я истребительная авиационная дивизия 13 мая 1942 года Приказом НКО СССР № 0082 от 5 мая 1942 года и приказом Брянского фронта № 0024 от 05.05.1942 г. на базе Управления Военно-воздушных сил 40-й армии.
После формирования перебазирована на харьковское направление и вела боевые действия за завоевание господства в воздухе, по прикрытию штурмовой и бомбардировочной авиации, выполнения воздушной разведки в районах Волчанска, Белгорода, Чугуева, Харькова, Печенегов, Изюма, Барвенково, Белого Колодезя. Принимала участие в интенсивных воздушных боях, начавшихся с переходом противника в наступление на харьковском направлении, проводя в день по 7 — 10 воздушных боев с участием от 65 до 100 самолётов.
Но основании директивы заместителя НКО по авиации № ОРГ/14 от 11 июля 1942 года дивизия была преобразована в 206-ю штурмовую авиационную дивизию. Управление дивизии перебазировалось в Сталинград, приказом 8-й ВА № 0048 от 14.08.1942 г. в состав дивизии приняты полки:
- 621-й штурмовой авиационный полк, 20 Ил-2, аэродром Воропоново;
- 811-й штурмовой авиационный полк, 20 Ил-2, аэродром Большие Чапурники;
- 873-й штурмовой авиационный полк, 20 Ил-2, аэродром Бекетовка.

14 июля 1942 года дивизия начала боевую работу на сталинградском направлении. Штурмовыми ударами дивизия задерживала продвижение мотомеханизированных колонн противника в районах Новомихайловский, Морозовский, Михайловка в восточном и юго-восточном направлениях, содействовала наземным войскам в отражении атак мотомеханизированных частей, уничтожала авиацию противника на аэродромах, переправы на р. Дон на участке Вертячий — Калач. Особенно напряжённую работу дивизия вела в период с 1 августа по 20 сентября 1942 года в период выхода противника на рубеж р. Дон в районе Вертячий — Калач и на рубеже р. Аксай с юга и при дальнейшем продвижении к Сталинграду.
С 9 сентября в дивизии была создана штрафная эскадрилья. Командиром эскадрильи назначен капитан Забавских Петр Федосеевич. В составе эскадрильи было 6 лётчиков. На Сталинградском фронте эскадрилья выполнила 86 боевых вылетов, уничтожив 12 танков, 79 автомашин, сбит 1 самолёт противника, уничтожено 500 солдат и офицеров. В мае 1943 года эскадрилья прекратила свое существование, майор Забавских назначен командиром 807-го штурмового авиаполка.
В результате ожесточенных боев под Сталинградом состав дивизии постоянно менялся. Так, прибывший 5 сентября 1942 года после формирования 617-й штурмовой авиационный полк уже к 13 сентября остался с 2 боеготовыми самолётами, понеся значительные потери лётного состава. 27 сентября полк убыл обратно на укомплектование в состав 1-й запасной авиабригады в Куйбышев.
С 29 сентября по 10 ноября дивизия помимо задач нанесения штурмовых ударов по войскам и аэродромам противника за пределами города Сталинграда выполняла нанесения штурмовых ударов в сложных условиях уличных боев.
С 20 ноября по 24 декабря 1942 года дивизия содействовала наступлению войск по разгрому сталинградской группировки, взаимодействуя с подвижными частями 4-го и 13-го механизированных корпусов.
Весь первоначальный состав дивизии в ожесточенных боях был практически уничтожен: 621-й штурмовой авиационный полк выведен на переформирование 8 сентября 1942 года, 873-й штурмовой авиационный полк — 23 августа, а 811-й штурмовой авиационный полк — 29 декабря. На смену приходили новые свежие полки — 6 августа дивизия пополнена тремя полками:
- 766-й штурмовой авиационный полк — также выведен на переформирование 13 сентября;
- 673-й штурмовой авиационный полк — выведен на переформирование 22 августа;
- 686-й штурмовой авиационный полк — передан на усиление в 289-ю штурмовую авиадивизию 2 февраля 1943 года.

2 сентября 1942 года в состав дивизии вошёл 503-й штурмовой авиационный полк, который прошёл с дивизией всю войну.
За период боевой работы на Сталинградском фронте дивизия выполнила 3519 боевых вылетов днём и 97 ночью, сбросила 820 тонн бомб, уничтожила до 200 самолётов противника, до 300 орудий, сотни танков и автомашин, сотни солдат и офицеров.
С 1 июня 1943 года дивизия переброшена в состав 2-го смешанного авиакорпуса 4-й воздушной армии Северо-Кавказского фронта для участия в Воздушных сражениях на Кубани.

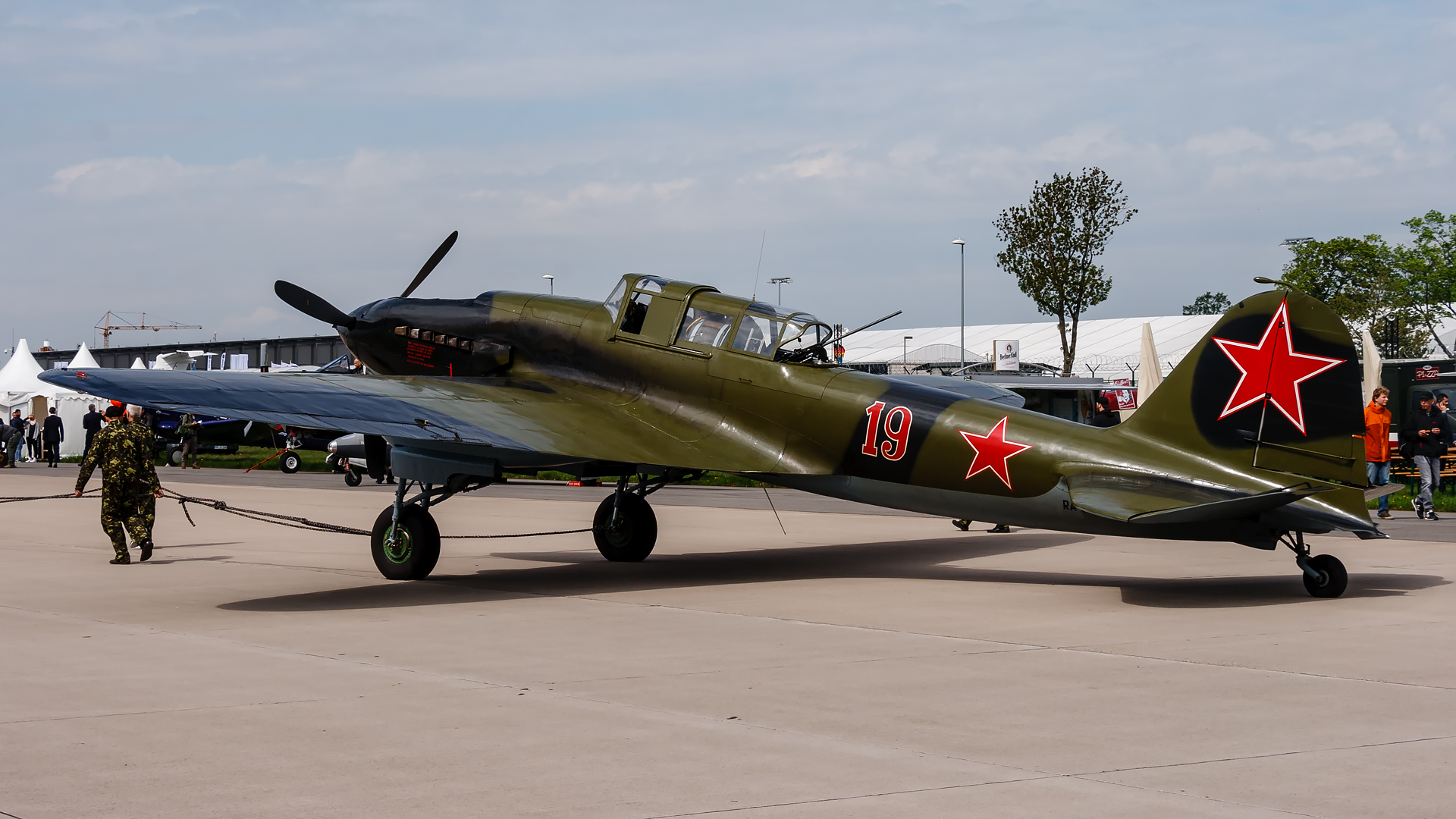
Дивизия всю войну прошла на самолётах Ил-2. Конструкторы называли разработанный ими штурмовик Ил-2 «летающим танком», пилоты-истребители люфтваффе прозвали его «бетонным самолётом» (нем. Betonflugzeug), солдаты вермахта называли его «чумой» (нем. Schwarzer Tod, дословно: «чёрная смерть»).

С середины июля 1943 года дивизия участвует в Миусской операции, разгроме таганрогской группировки противника, освобождении Донбасса и наступлении вплоть до р. Молочная. В октябре 1943 года дивизия принимает участие в прорыве обороны противника на р. Молочная и преследовании его до Днепра. За отличие в боях при овладении городом и железнодорожной станцией Мелитополь — важнейшим стратегическим узлом обороны немцев на южном направлении, запирающим подступы к Крыму и нижнему течению Днепра 23 октября 1943 года дивизии присвоено почётное наименование «Мелитопольская».
В январе — феврале 1944 года полки дивизии в составе 7-го штурмового авиакорпуса 8-й воздушной армии 4-го Украинского фронта участвовали в ликвидации никопольского плацдарма противника, содействуя войскам 3-й гвардейской армии в овладении городом Никополь и созданию плацдарма на правом берегу р. Днепр.
В апреле 1944 года дивизия участвовала в прорыве обороны противника на Перекопском перешейке и Сиваше, с 15 апреля по 10 мая её части содействовали наземным войскам в освобождении города Севастополь. Указом Президиума Верховного Совета СССР от 24 мая 1944 года за образцовое выполнение заданий командования в боях за освобождение г. Севастополь и проявленные при этом геройство, доблесть и мужество она была награждена орденом Красного Знамени, а её 807-й штурмовой авиаполк удостоен почётного наименования «Севастопольский».
В августе 1944 года дивизия в составе 7-го штурмового авиакорпуса переброшена в 14-ю воздушную армию 3-го Прибалтийского фронта, где вела боевые действия на тартусском и рижском направлениях. Затем дивизия была переброшена на 1-й Прибалтийский фронт в состав 3-й воздушной армии, где до конца 1944 года вела бои на мемельском, тильзитском и либавском направлениях. На заключительном этапе войны дивизия содействовала войскам 1-го и 2-го Прибалтийского фронтов в разгроме курляндской группировки противника.
В составе действующей армии дивизия находилась с 14 июля 1942 года по 16 мая 1944 года и с 17 августа 1944 года по 16 апреля 1945 года.
С 16 апреля 1945 года до окончания войны дивизия в составе 7-го штурмового авиакорпуса находилась в резерве Ставки ВГК. В сентябре 1945 года дивизия перебазировалась на аэродром Броды в Львовский военный округ в состав 14-й воздушной армии. В апреле 1945 года полки дивизии получили новый самолёт Ил-10 и начали переучивание.
В 1949 году в связи с массовым переименованием 7-й штурмовой авиационный корпус переименован в 68-й штурмовой авиационный корпус, а 14-я воздушная армия в 57-ю воздушную армию. Новые переименования не коснулись ни дивизию, ни её полков. В середине 1950-х годов дивизия получила на вооружение новый самолёт МиГ-15, который использовался в штурмовом варианте. С возникновением нового рода Фронтовой авиации — истребительно-бомбардировочной авиации, дивизия была передана в её состав, 29 апреля 1956 года поменяла свое наименование на 206-ю истребительно-бомбардировочную авиационную Мелитопольсккую Краснознамённую дивизию, 68-й штурмовой авиакорпус расформирован в составе 57-й воздушной армии.
1 мая 1957 года была расформирована в составе 57-й воздушной армии, 503-й истребительно-бомбардировочный авиационный полк расформирован, а 806-й истребительно-бомбардировочный авиационный полк и 807-й истребительно-бомбардировочный авиационный полк на МиГ-15 и МиГ-17 были переданы в состав 289-й истребительно-бомбардировочной авиационной Никопольской Краснознамённой дивизии.

## Командиры дивизии
| Звание                                | Имя                         | Период                                  | Примечания |
| ------------------------------------- | --------------------------- | --------------------------------------- | --- |
| Полковник                             | Срывкин Владимир Алексеевич | 14 июля 1942 г. — 27 декабря 1942 г.    | В конце декабря 1942 года полковник Срывкин без разрешения командования 8-й воздушной армией оставил передовые аэродромы и тем самым не выполнил боевую задачу командования по поддержке танковых частей 2-й гвардейской армии под Абганерово. За это был освобождён от занимаемой должности и зачислен в резерв Военного совета армии. |
| Полковник                             | Чумаченко Леонид Карпович   | 28 декабря 1942 г. — 15 февраля 1944 г. | |
| Подполковник                          | Чубченков Кирилл Моисеевич  | 16 февраля 1944 г. — 15 апреля 1944 г.  | Не вернулся с боевого задания, захвачен в плен и казнён в лагере |
| Подполковник                          | Соковых Сергей Николаевич   | 16 апреля 1944 г. — июнь 1944 г.        | Исполнял обязанности командира |
| Подполковник                          | Рыбаков Василий Николаевич  | июнь 1944 г. — 16 марта 1945 г.         | Сбит над территорией противника, застрелился |
| Полковник                             | Политыкин Гавриил Петрович  | 17 марта 1945 г. — 11 мая 1945 г.       | Временно командовал, будучи заместителем |
| Полковник                             | Политыкин Гавриил Петрович  | октябрь 1946 г. — декабрь 1946 г.       | Временно командовал, будучи заместителем |
| Полковник                             | Обухов, Алексей Филиппович  | октябрь 1946 г. — май 1948 г.           | |
| *                                     |                             |                                         | |
| Полковник, с 27.08.1957 Генерал-майор | Мусиенко Иван Александрович | 10 ноября 1953 г. — 30 мая 1958 г.      | |

## В составе объединений
| Дата          | Фронт (округ)                                | Армия                | Корпус                            | Примечания |
| ------------- | -------------------------------------------- | -------------------- | --------------------------------- | ---------- |
| 14.07.1942 г. | Сталинградский фронт                         | 8-я воздушная армия  | -                                 | -          |
| 15.09.1942 г. | Юго-Восточный фронт                          | 8-я воздушная армия  | -                                 | -          |
| 30.09.1942 г. | Сталинградский фронт                         | 8-я воздушная армия  | -                                 | -          |
| 31.12.1942 г. | Южный фронт                                  | 8-я воздушная армия  | -                                 | -          |
| 31.03.1943 г. | Южный фронт                                  | 8-я воздушная армия  | 10-й смешанный авиационный корпус | -          |
| 01.06.1943 г. | Северо-Кавказский фронт                      | 4-я воздушная армия  | 2-й смешанный авиационный корпус  | -          |
| 21.07.1943 г. | Южный фронт                                  | 8-я воздушная армия  | 7-й штурмовой авиационный корпус  | -          |
| 20.10.1943 г. | 4-й Украинский фронт                         | 8-я воздушная армия  | 7-й штурмовой авиационный корпус  | -          |
| 16.05.1944 г. | Резерв ВГК                                   | -                    | 7-й штурмовой авиационный корпус  | -          |
| 01.06.1944 г. | Харьковский военный округ                    | ВВС округа           | 7-й штурмовой авиационный корпус  | -          |
| 17.08.1944 г. | 3-й Прибалтийский фронт                      | 14-я воздушная армия | 7-й штурмовой авиационный корпус  | -          |
| 17.10.1944 г. | 1-й Прибалтийский фронт                      | 3-я воздушная армия  | 7-й штурмовой авиационный корпус  | -          |
| 01.02.1945 г. | 2-й Прибалтийский фронт                      | 15-я воздушная армия | 7-й штурмовой авиационный корпус  | -          |
| 01.04.1945 г. | Ленинградский фронт Курляндская группа войск | 15-я воздушная армия | 7-й штурмовой авиационный корпус  | -          |
| 16.04.1945 г. | Резерв ВГК                                   | -                    | 7-й штурмовой авиационный корпус  | -          |
| 09.05.1945 г. | Резерв ВГК                                   | -                    | 7-й штурмовой авиационный корпус  | -          |
| 10.06.1945 г. | Прикарпатский военный округ                  | 14-я воздушная армия | 7-й штурмовой авиационный корпус  | -          |
| 20.02.1949 г. | Прикарпатский военный округ                  | 57-я воздушная армия | 68-й штурмовой авиационный корпус | -          |
| 01.04.1956 г. | Прикарпатский военный округ                  | 57-я воздушная армия | -                                 | -          |
| 01.05.1957 г. | Прикарпатский военный округ                  | 57-я воздушная армия | -                                 | -          |

## Части и отдельные подразделения дивизии
За весь период своего существования боевой состав дивизии не претерпевал изменения:
| Период                  | Наименование                                          | Вооружение                                     |
| ----------------------- | ----------------------------------------------------- | ---------------------------------------------- |
| 14.07.1942 — 08.09.1942 | 621-й штурмовой авиационный полк                      | Ил-2                                           |
| 14.07.1942 — 29.12.1942 | 811-й штурмовой авиационный полк                      | Ил-2                                           |
| 14.07.1942 — 23.08.1942 | 873-й штурмовой авиационный полк                      | Ил-2                                           |
| 06.08.1942 — 13.09.1942 | 766-й штурмовой авиационный полк                      | Ил-2                                           |
| 06.08.1942 — 22.08.1942 | 673-й штурмовой авиационный полк                      | Ил-2                                           |
| 06.08.1942 — 02.02.1943 | 686-й штурмовой авиационный полк                      | Ил-2                                           |
| 02.09.1942 — 01.04.1955 | 503-й штурмовой авиационный полк                      | Ил-2, Ил-10, МиГ-15                            |
| 05.09.1942 — 27.09.1942 | 617-й штурмовой авиационный полк                      | Ил-2, полк потерял 18 самолетов за 8 дней боев |
| 01.10.1942 — 25.12.1942 | 945-й штурмовой авиационный полк                      | Ил-2                                           |
| 05.07.1943 — 01.04.1955 | 806-й штурмовой авиационный полк                      | Ил-2, Ил-10, МиГ-15                            |
| 13.09.1943 — 01.04.1955 | 807-й штурмовой авиационный полк                      | Ил-2, Ил-10, МиГ-15                            |
| 01.04.1955 — 01.05.1957 | 503-й истребительно-бомбардировочный авиационный полк | МиГ-15                                         |
| 01.04.1955 — 01.05.1957 | 806-й истребительно-бомбардировочный авиационный полк | МиГ-15, МиГ-17, передан в состав 289-й ибад    |
| 01.04.1955 — 01.05.1957 | 807-й истребительно-бомбардировочный авиационный полк | МиГ-15, МиГ-17, передан в состав 289-й ибад    |

## Участие в операциях и битвах

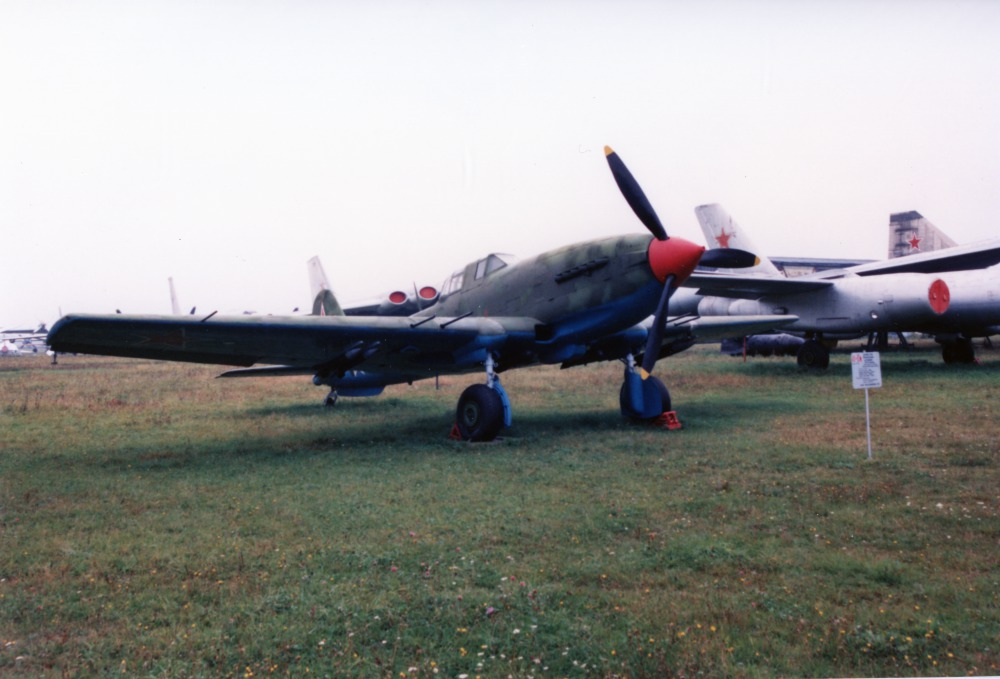
Самолет Ил-10 дивизия получила апреле 1945 года. На фото сохранившийся экземпляр в музее в Монино.

- Сталинградская оборонительная операция — с 17 июля 1942 года по 18 ноября 1942 года.
- Сталинградская наступательная операция — с 19 ноября 1942 года по 2 февраля 1943 года.
- Котельниковская операция — с 12 декабря 1942 года по 30 декабря 1942 года.
- Ростовская операция — с 1 января 1943 года по 18 февраля 1943 года.
- Воздушное сражение на Кубани — с 17 апреля 1943 года по 7 июня 1943 года.
- Миусская операция с 21 июля 1943 года по 2 августа 1943 года.
- Донбасская операция с 13 августа 1943 года по 22 сентября 1943 года.
- Мелитопольская операция[7] с 26 сентября 1943 года по 5 ноября 1943 года.
- Никопольско-Криворожская операция с 30 января 1944 года по 29 февраля 1944 года.
- Крымская операция[7] с 8 апреля 1944 года по 12 мая 1944 года.
- Тартуская операция с 17 августа 1944 года по 6 сентября 1944 года.
- Прибалтийская операция с 14 сентября 1944 года по 24 ноября 1944 года.
- Рижская операция с 8 октября 1944 года по 22 октября 1944 года.

## Почётные наименования
- 206-й штурмовой авиационной дивизии за отличие в боях при овладении городом и железнодорожной станцией Мелитополь — важнейшим стратегическим узлом обороны немцев на южном направлении, запирающим подступы к Крыму и нижнему течению Днепра Приказом НКО СССР на основании приказа ВГК № 34 от 23 октября 1943 года присвоено почётное наименование «Мелитопольская»[8].
- 807-му штурмовому авиационному полку за отличие в боях при овладении штурмом крепостью и важнейшей военно-морской базой на Чёрном море городом Севастополь Приказом НКО СССР от 24 мая 1944 года на основании приказа ВГК № 111 от 10 мая 1944 года присвоено почётное наименование «Севастопольский»[9].

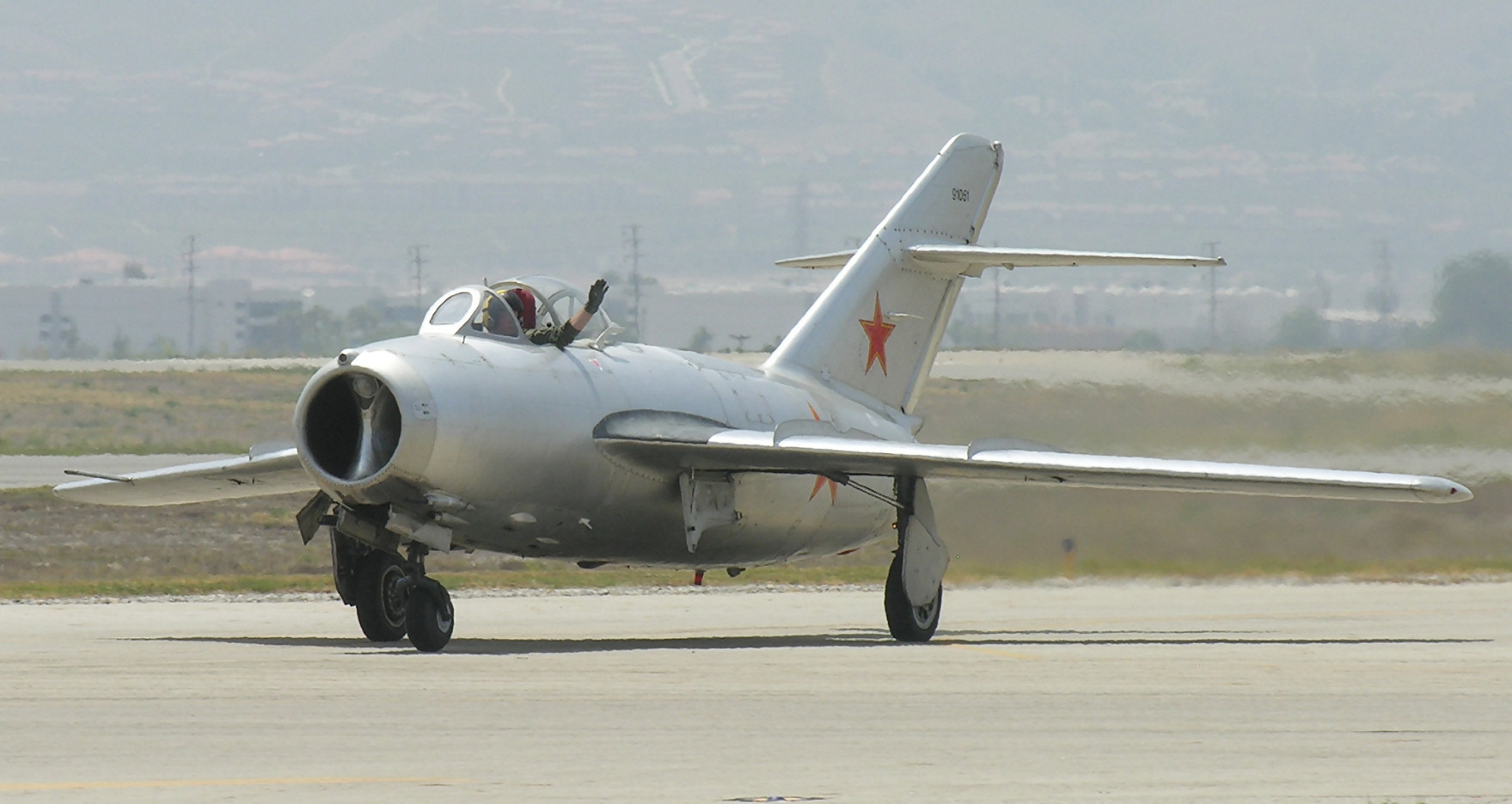
Новые МиГ-15 стали поступать в полки в начале 1950-х годов и использовал их по наземным и воздушным целям, как истребитель-бомбардировщик, положив начало новому рода авиации — истребительно-бомбардировочной авиации.

## Награды
- 206-я штурмовая авиационная Мелитопольская дивизия за образцовое выполнение заданий командования в боях за освобождение города Севастополь и проявленные при этом доблесть и мужество Указом Президиума Верховного Совета СССР от 24 мая 1944 года награждена орденом «Красного Знамени»[10].
- 503-й штурмовой авиационный полк за образцовое выполнение заданий командования в боях с немецкими захватчиками при прорыве обороны противника северо-западнее и юго-западнее Шауляй (Шавли) и проявленные при этом доблесть и мужество Указом Президиума Верховного Совета СССР от 31 октября 1944 года награждён орденом «Кутузова III степени»[10].
- 806-й штурмовой авиационный полк за образцовое выполнение заданий командования в боях с немецкими захватчиками за овладение городом Клайпеда (Мемель) и проявленные при этом доблесть и мужество Указом Президиума Верховного Совета СССР от 5 апреля 1945 года награждён орденом «Суворова III степени»[11].
- 807-й Севастопольский штурмовой авиационный полк Указом Президиума Верховного Совета СССР награждён орденом «Красного Знамени».

## Благодарности Верховного Главнокомандующего
- За отличие в боях при овладении городом и железнодорожной станцией Мелитополь — важнейшим стратегическим узлом обороны немцев на южном направлении, запирающим подступы к Крыму и нижнему течению Днепра[8].

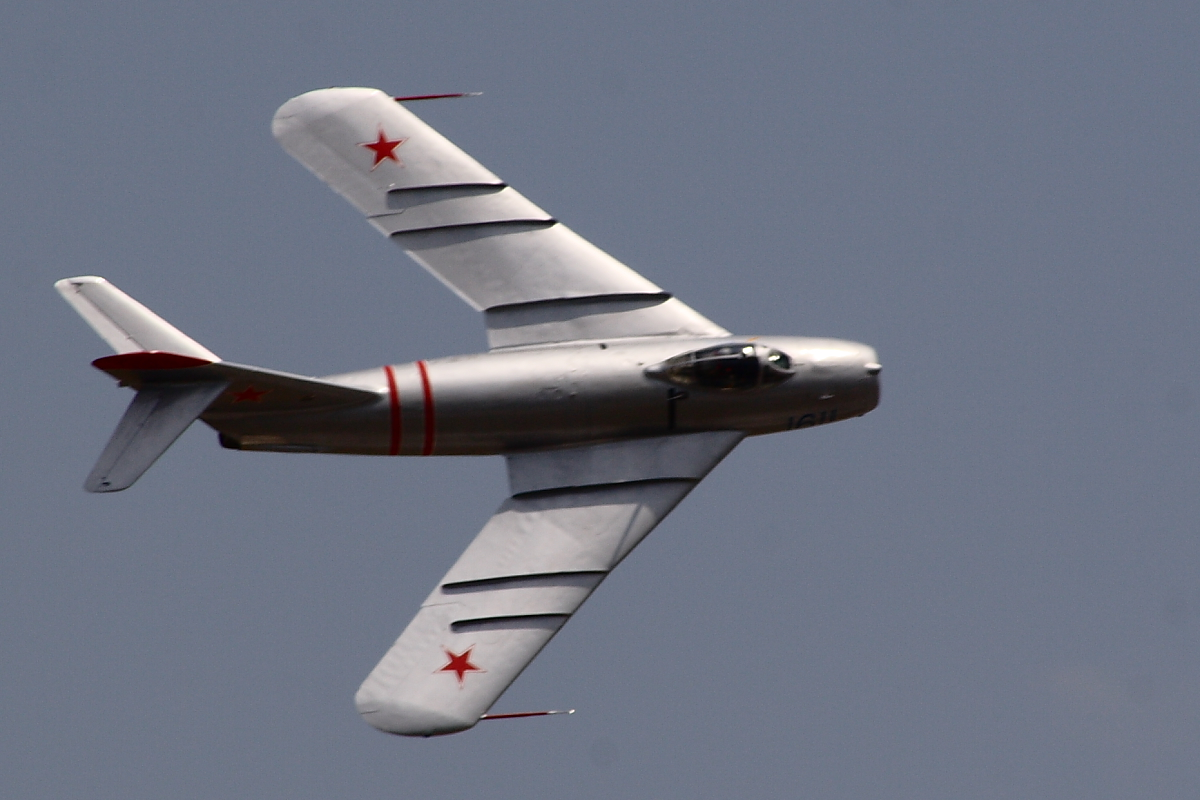
Дальнейшее оснащение истребительно-бомбардировочной авиации шло самолётами МиГ-17, которые дивизия начала получать в 1956-м году.

В составе 7-го штурмового авиакорпуса воинам дивизии объявлены Благодарности Верховного Главнокомандующего:
- За прорыв сильно укрепленной обороны немцев на их плацдарме южнее города Никополь на левом берегу Днепра, ликвидации оперативно важного плацдарма немцев на левом берегу Днепра и овладении районным центром Запорожской области — городом Каменка, а также занятием более 40 других населенных пунктов[12].
- За отличие в боях при прорыве сильно укрепленной обороны противника на Перекопском перешейке, овладении городом Армянск, выход к Ишуньским позициям, форсировании Сиваша восточнее города Армянск, прорыве глубоко эшелонированной обороны противника в озерных дефиле на южном побережье Сиваша и овладении важнейшим железнодорожным узлом Крыма — Джанкоем[13].
- За отличие в боях при овладении штурмом крепостью и важнейшей военно-морской базой на Чёрном море городом Севастополь[9].
- За отличие в боях при овладении штурмом городом и крупным узлом коммуникаций Тарту (Юрьев-Дерпт) — важным опорным пунктом обороны немцев, прикрывающим пути к центральным районам Эстонии[14].
- За отличие в боях при овладении городом и крупным железнодорожным узлом Валга — мощным опорным пунктом обороны немцев в южной части Эстонии[15].
- За прорыв обороны противника северо-западнее и юго-западнее города Шауляй (Шавли) и овладении важными опорными пунктами обороны немцев Телыпай, Плунгяны, Мажейкяй, Тришкяй, Тиркшляй, Седа, Ворни, Кельмы, а также овладении более 2000 других населенных пунктов[16].

## Отличившиеся воины дивизии
| - Айриев Армен Теванович, капитан, командир эскадрильи 503-го штурмового авиационного полка 206-й штурмовой авиационной дивизии 7-го штурмового авиационного корпуса 8-й воздушной армии Указом Президиума Верховного Совета СССР 13 апреля 1944 года удостоен звания Герой Советского Союза. Золотая Звезда № 1316 - Афанасьев Михаил Денисович, старший лейтенант, командир звена 807-го штурмового авиационного полка 206-й штурмовой авиационной дивизии 7-го Штурмового Авиационного Корпуса 3-й Воздушной Армии Указом Президиума Верховного Совета СССР от 18 августа 1945 года удостоен звания Герой Советского Союза. Золотая Звезда № 8855. - Баранов Иван Ефимович, старший лейтенант, командир эскадрильи 807-го штурмового авиационного полка 206-й штурмовой авиационной дивизии 7-го штурмового авиационного корпуса 14-й воздушной армии Указом Президиума Верховного Совета СССР 23 февраля 1945 года удостоен звания Герой Советского Союза. Золотая Звезда № 5983 - Бережков Николай Борисович, лейтенант, командир звена 807-го штурмового авиационного полка 206-й штурмовой авиационной дивизии 7-го штурмового авиационного корпуса 3-й воздушной армии Указом Президиума Верховного Совета СССР 18 августа 1945 года удостоен звания Герой Советского Союза. Золотая Звезда № 8251 - Бараненко Владимир Яковлевич, старший лейтенант, заместитель командира эскадрильи 947-го штурмового авиационного полка 206-й штурмовой авиационной дивизии 7-го штурмового авиационного корпуса 15-й воздушной армии Указом Президиума Верховного Совета СССР 15 мая 1946 года удостоен звания Герой Советского Союза. Золотая Звезда № 9104 - Воротник Степан Григорьевич, капитан, командир эскадрильи 503-го штурмового авиационного полка 206-й штурмовой авиационной дивизии 7-го Штурмового Авиационного Корпуса 8-й Воздушной Армии Указом Президиума Верховного Совета СССР от 2 августа 1944 года удостоен звания Герой Советского Союза. Золотая Звезда № 3987. - Головков Георгий Павлович, старший лейтенант, заместитель командира эскадрильи 807-го штурмового авиационного полка 206-й штурмовой авиационной дивизии 7-го штурмового авиационного корпуса 8-й воздушной армии Указом Президиума Верховного Совета СССР 13 апреля 1944 года удостоен звания Герой Советского Союза. Золотая Звезда № 1317 - Данилов Григорий Семёнович, старший сержант, старший лётчик 807-го штурмового авиационного полка 206-й штурмовой авиационной дивизии 8-й Воздушной Армии Указом Президиума Верховного Совета СССР от 1 мая 1943 года удостоен звания Герой Советского Союза. Золотая Звезда № 959. - Демехин Андрей Васильевич, лейтенант, командир звена 503-го штурмового авиационного полка 206-й штурмовой авиационной дивизии 7-го штурмового авиационного корпуса 8-й воздушной армии Указом Президиума Верховного Совета СССР 13 апреля 1944 года удостоен звания Герой Советского Союза. Золотая Звезда № 1318 - Еряшев Борис Никандрович, лейтенант, командир звена 503-го штурмового авиационного полка 206-й штурмовой авиационной дивизии 7-го штурмового авиационного корпуса 8-й воздушной армии Указом Президиума Верховного Совета СССР 2 августа 1944 года удостоен звания Герой Советского Союза. Золотая Звезда № 4165 - Заварыкин Иван Александрович, капитан, помощник по воздушно-стрелковой службе командира 806-го штурмового авиационного полка 206-й штурмовой авиационной дивизии 7-го штурмового авиационного корпуса 8-й воздушной армии Указом Президиума Верховного Совета СССР 13 апреля 1944 года удостоен звания Герой Советского Союза. Золотая Звезда № 1319. - Захаров Митрофан Кузьмич, капитан, помощник по воздушно-Стрелковой Службе командира 807-го штурмового авиационного полка 206-й штурмовой авиационной дивизии 7-го штурмового авиационного корпуса 8-й воздушной армии Указом Президиума Верховного Совета СССР 2 августа 1944 года удостоен звания Герой Советского Союза. Золотая Звезда не вручена в связи с гибелью. - Карпов Александр Алексеевич, старший лейтенант, командир эскадрильи 806-го штурмового авиационного полка 206-й штурмовой авиационной дивизии 7-го Штурмового Авиационного Корпуса 8-й Воздушной Армии Указом Президиума Верховного Совета СССР от 2 августа 1944 года удостоен звания Герой Советского Союза. Золотая Звезда № 4170. - Клюев Пётр Николаевич, лейтенант, командир звена 503-го штурмового авиационного полка 206-й штурмовой авиационной дивизии 7-го Штурмового Авиационного Корпуса 8-й Воздушной Армии Указом Президиума Верховного Совета СССР от 23 февраля 1945 года удостоен звания Герой Советского Союза. Золотая Звезда № 5929. - Кочетков Николай Павлович, старший лейтенант, заместитель командира эскадрильи 686-го штурмового авиационного полка 206-й штурмовой авиационной дивизии 8-й Воздушной Армии Указом Президиума Верховного Совета СССР от 5 ноября 1942 года удостоен звания Герой Советского Союза. Золотая Звезда № 2636. Первоначально звание было присвоено посмертно. - Кузнецов Леонид Кузьмич, лейтенант, заместитель командира эскадрильи 806-го штурмового авиационного полка 206-й штурмовой авиационной дивизии 7-го Штурмового Авиационного Корпуса 14-й Воздушной Армии Указом Президиума Верховного Совета СССР от 23 февраля 1945 года удостоен звания Герой Советского Союза. Золотая Звезда № 7220. - Луценко Василий Денисович, лейтенант, заместитель командира эскадрильи 503-го штурмового авиационного полка 206-й штурмовой авиационной дивизии 7-го штурмового авиационного корпуса 14-й воздушной армии Указом Президиума Верховного Совета СССР 23 февраля 1945 года удостоен звания Герой Советского Союза. Золотая Звезда № 5934 - Лобанов Степан Иванович, капитан, командир эскадрильи 807-го штурмового авиационного полка 206-й штурмовой авиационной дивизии 8-й Воздушной Армии Указом Президиума Верховного Совета СССР от 24 мая 1943 года удостоен звания Герой Советского Союза. Золотая Звезда № 1005. - Ляхов Яков Яковлевич, лейтенант, командир звена 807-го штурмового авиационного полка 206-й штурмовой авиационной дивизии 7-го штурмового авиационного корпуса 14-й воздушной армии Указом Президиума Верховного Совета СССР 23 февраля 1945 года удостоен звания Герой Советского Союза. Посмертно. - Маркелов Николай Данилович, лейтенант, командир звена 806-го штурмового авиационного полка 206-й штурмовой авиационной дивизии 7-го штурмового авиационного корпуса 14-й воздушной армии Указом Президиума Верховного Совета СССР 23 февраля 1945 года удостоен звания Герой Советского Союза. Золотая Звезда № 5935 - Морозов Сергей Ильич, младший лейтенант, лётчик 807-го штурмового авиационного полка 206-й штурмовой авиационной дивизии 7-го Штурмового Авиационного Корпуса 8-й Воздушной Армии Указом Президиума Верховного Совета СССР от 1 ноября 1943 года удостоен звания Герой Советского Союза. Посмертно. - Надеждин Пётр Филиппович, лейтенант, командир звена 807-го штурмового авиационного полка 206-й штурмовой авиационной дивизии 7-го штурмового авиационного корпуса 8-й воздушной армии Указом Президиума Верховного Совета СССР 19 августа 1944 года удостоен звания Герой Советского Союза. Посмертно - Рябчевский Михаил Фёдорович, майор, штурман 807-го штурмового авиационного полка 206-й штурмовой авиационной дивизии 7-го Штурмового Авиационного Корпуса 8-й Воздушной Армии Указом Президиума Верховного Совета СССР от 1 ноября 1943 года удостоен звания Герой Советского Союза. Золотая Звезда № 1277. - Свертилов Алексей Иванович, капитан, штурман 807-го штурмового авиационного полка 206-й штурмовой авиационной дивизии 7-го штурмового авиационного корпуса 14-й воздушной армии Указом Президиума Верховного Совета СССР 23 февраля 1945 года удостоен звания Герой Советского Союза. Золотая Звезда № 5994 - Сидорин Василий Николаевич, лейтенант, командир звена 807-го штурмового авиационного полка 206-й штурмовой авиационной дивизии 7-го штурмового авиационного корпуса 14-й воздушной армии Указом Президиума Верховного Совета СССР 23 февраля 1945 года удостоен звания Герой Советского Союза. Золотая Звезда № 5995. - Топорков Яков Николаевич, капитан, штурман 686-го штурмового авиационного полка 206-й штурмовой авиационной дивизии 8-й Воздушной Армии Указом Президиума Верховного Совета СССР от 1 мая 1943 года удостоен звания Герой Советского Союза. Золотая Звезда № 958. - Федяков Иван Лаврентьевич, старший лейтенант, командир эскадрильи 503-го штурмового авиационного полка 206-й штурмовой авиационной дивизии 7-го штурмового авиационного корпуса 8-й воздушной армии Указом Президиума Верховного Совета СССР 13 апреля 1944 года удостоен звания Герой Советского Союза. Посмертно - Хальзов Виктор Степанович, младший лейтенант, старший лётчик 686-го штурмового авиационного полка 206-й штурмовой авиационной дивизии 7-го штурмового авиационного корпуса 8-й воздушной армии Указом Президиума Верховного Совета СССР 24 мая 1943 года удостоен звания Герой Советского Союза. Золотая Звезда № 960. - Чочиев Василий Семёнович, старший лейтенант, командир эскадрильи 807-го штурмового авиационного полка 206-й штурмовой авиационной дивизии 7-го штурмового авиационного корпуса 8-й воздушной армии Указом Президиума Верховного Совета СССР 1 ноября 1943 года удостоен звания Герой Советского Союза. Золотая Звезда № 1280. |

## Базирование
| Период            | Место базирования        |
| ----------------- | ------------------------ |
| 04.1945 — 06.1945 | Митава, Литва            |
| 06.1945 — 05.1957 | Броды, Львовская область |